# Elmer Drew Merrill
Pour les articles homonymes, voir Merrill.
Elmer Drew Merrill est un botaniste américain, né le 15 octobre 1876 à East Auburn, Maine et mort le 25 février 1956 à Forest Hills, Massachusetts.

## Biographie
Il obtient son Bachelor of Sciences à l’université du Maine. De 1899 à 1902, il est assistant au ministère de l’agriculture américain comme spécialiste des herbacées. Il étudie, de 1900 à 1901, la médecine à l’université George Washington.
Merrill obtient son Master of Sciences en 1904. Il travaille jusqu’en 1923 pour diverses agences et services gouvernementaux américains aux Philippines et dirige notamment le Bureau de la science de 1919 à 1923. Merrill y réalise un vaste travail d’inventaire de la flore de l’archipel et visite la plupart des îles. Il fait paraître en 1912, A Flora of Manila puis, entre 1922 et 1926, les quatre volumes d’An Enumeration of Philippine Flowering Plants. En 1923, il est élu à la National Academy of Sciences. De 1923 à 1929, il est doyen de la faculté d’agriculture et le directeur de la station expérimentale de l’université de Berkeley. Il contribue à entièrement réorganiser l’enseignement, modernise l’équipement, augmente de façon importante le budget et stimule la recherche fondamentale. En 1925, il reçoit un Doctorat of Sciences honoraire de l’université du Maine, il recevra deux autres titres honoris causa par l’université de Californie et par Yale. Malgré ses responsabilités administratives, il continue à faire de la recherche, à enrichir l’herbier de centaines de milliers de spécimens et à faire paraître des publications, une activité qui le fait surnommer la petite dynamo.
De 1930 à 1935, il enseigne la botanique à l’université Columbia et dirige le jardin botanique de la ville de New York. Il embauche Donald Wyman (1903-) afin d’améliorer l’activité en horticulture de l’institution. Il réorganise le département de botanique endommagé par l’ouragan de 1938 et les dommages causés par la guerre (les bâtiments avaient été en partie utilisés comme zone de stockage). Il fonde la revue Britonnia, baptisée en l’honneur de Nathaniel Lord Britton (1859-1934), et préside l’American Association for the Advancement of Science ainsi que, en 1934, la Botanical Society of America et, en 1946, l’American Society of Plant Taxonomists. En 1935, il reçoit la chaire Arnold de botanique à l’université Harvard et dirige, jusqu’en 1946, l’arboretum de l’université ; de 1946 à 1948, il est nommé professeur émérite. Il améliore grandement le fonctionnement de l’arboretum et le centre plus particulièrement sur l’horticulture. Ses connaissances de la flore des régions du Pacifique sont mises à contribution durant la Seconde Guerre mondiale et il réalise un manuel destiné aux militaires en mission dans cette région Emergency food plants and Poisonous plants of the islands of the Pacific. Après son départ à la retraite, il transfère ses collections et ses archives à l’herbier Gray à Jamaica Plain dans le Massachusetts et continue à prendre une part active à la vie scientifique de son pays. Il finance notamment des recherches de terrains avec des botanistes en Asie et continue d’enrichir l’arboretum.
Avec Egbert Hamilton Walker (1899-1991), il fait paraître, en 1938, Bibliography of Eastern Asiatic Botany puis, seul, en 1946, Plant Life of the Pacific World. Il est l’auteur de près de cinq cents publications et livres.

## Sources
- (en) Biographie de l’Harvard University Library
- (en) Biographie de Charles H. Smith